# Elio Fiore
Elio Fiore (Roma, 12 luglio 1935 – Roma, 21 agosto 2002) è stato un poeta italiano.

## Biografia
Fu segnato nell'intimo dagli orrori della guerra: ancora bambino rimase sepolto insieme alla madre dalle rovine del bombardamento del 19 luglio 1943, nel quartiere romano di san Lorenzo. Persa la casa, ospite della nonna in Trastevere, assistette al rastrellamento degli ebrei del ghetto di Roma, mandati allo sterminio il 16 ottobre 1943. Avviato per necessità agli studi di perito tecnico, visse di lavori modesti: operaio in fabbrica, poi collaboratore nella Casa della Pace, piccola e povera istituzione romana del Movimento Internazionale di Riconciliazione. Finalmente grazie al P. Cristoforo Sironi S.J. trovò una certa stabilità economica come impiegato nella biblioteca del Pontificio Istituto Biblico. Solo per un breve periodo poté aggiungere alla modestissima pensione l'assegno vitalizio della Legge Bacchelli.
Per molti anni abitò in via del Portico D'Ottavia al numero 13 (portone detto "Il portonaccio" perché da lì, il 16 ottobre 1943, furono deportati molti ebrei), nel quartiere ebraico (il ghetto) di Roma. Abitò prima nell'appartamento grande del primo piano con le finestre sulla via del Portico, poi in un appartamento molto più piccolo ed economico.

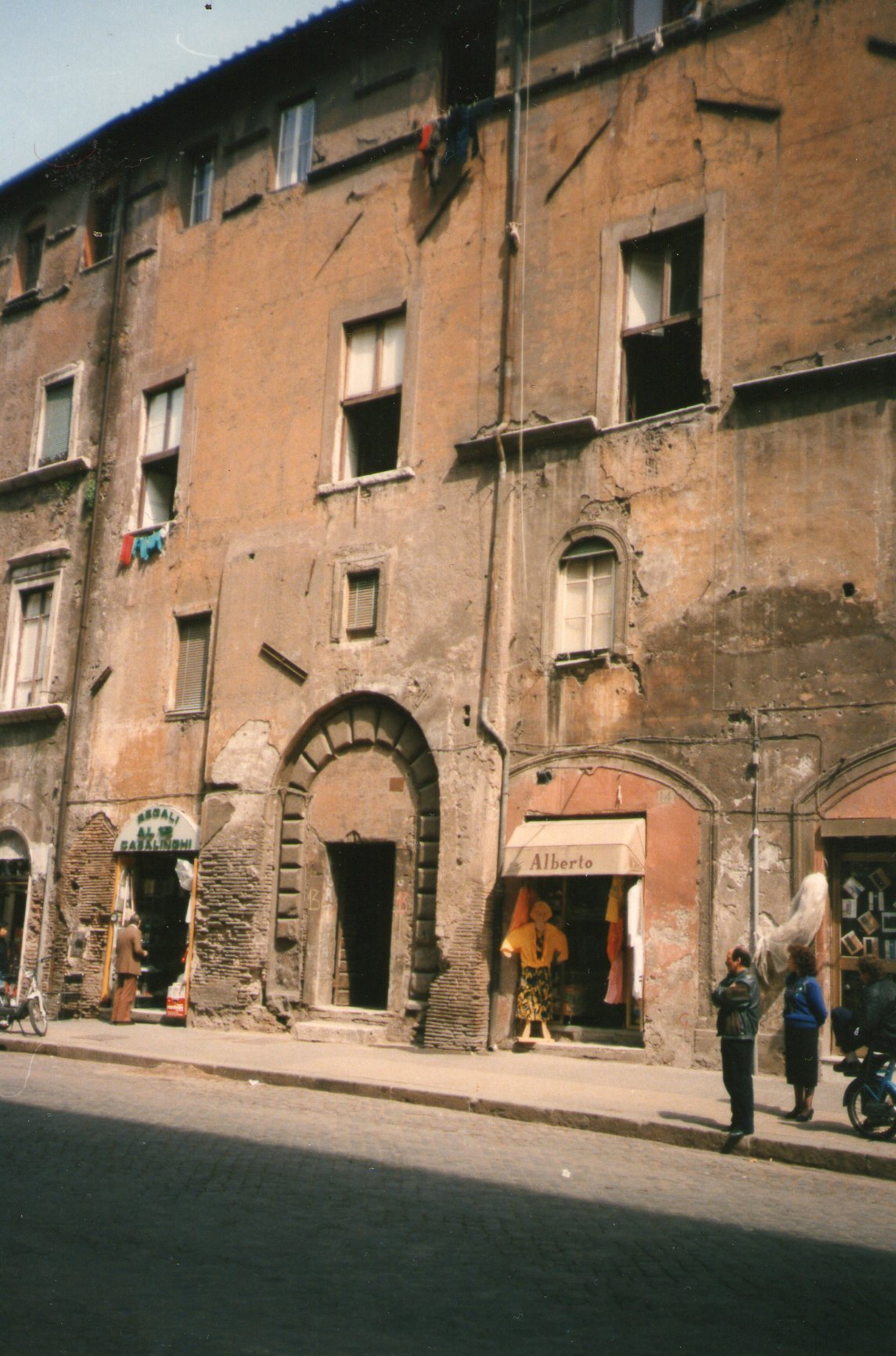
Via del Portico d'Ottavia 13, "Il Portonaccio"

Nelle sue poesie chiama il grande cortile di ingresso "il Paradiso", e quello più angusto su cui si affacciava la finestra della sua camera "il Purgatorio". Dava un significato speciale a questa sua vicinanza fisica e di cuore ai sopravvissuti allo sterminio.

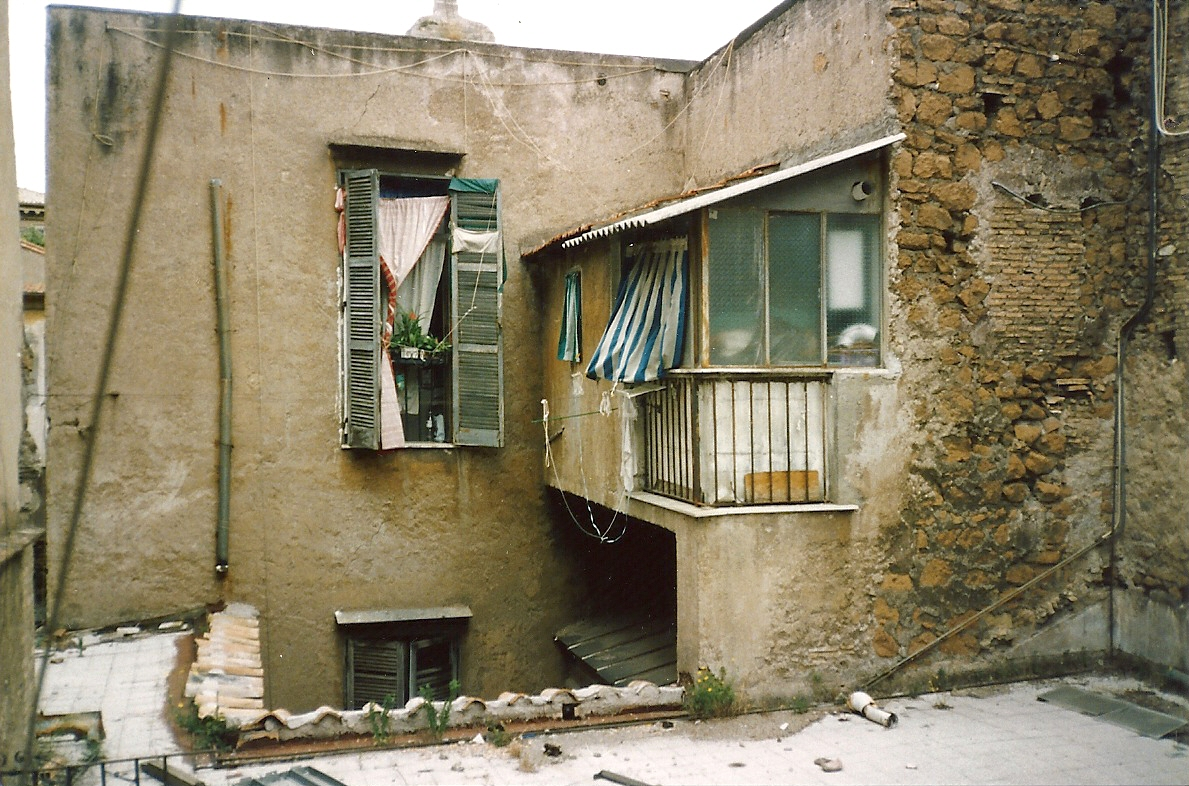
La finestra chiusa in basso, che si affaccia sul cortile detto "il Purgatorio, è quella della camera di Elio Fiore

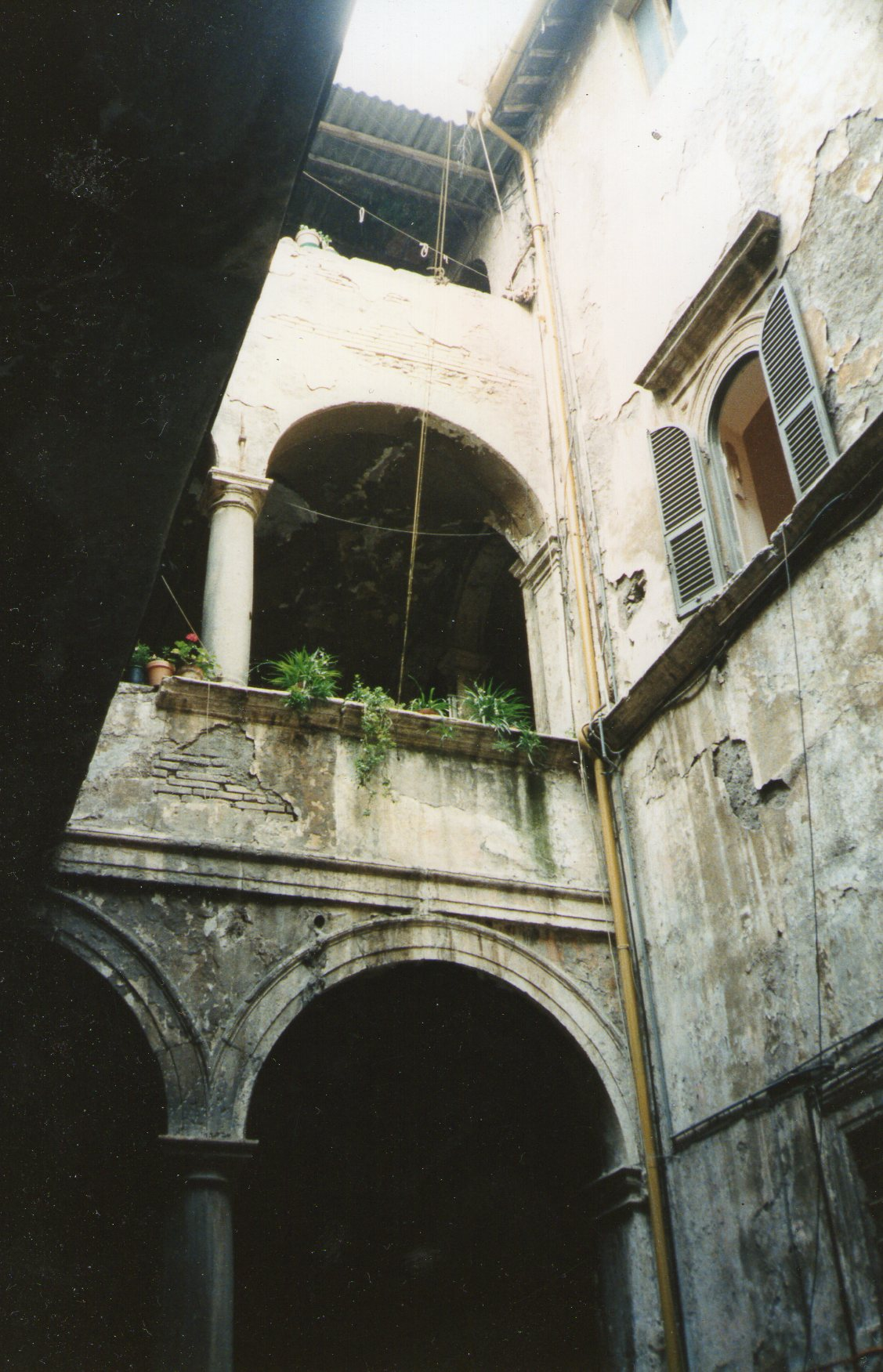
Portico d'Ottavia, cortile detto del "Paradiso" da Elio Fiore

Cercò quasi con brama l'amicizia dei poeti, e l'ottenne; primo ad apprezzarlo e ad entrare in confidenza con lui fu Giuseppe Ungaretti. Negli anni successivi si formò finalmente una rete di amici, amiche ed estimatori tra i nomi più illustri della cultura italiana e straniera: Rafael Alberti, Pablo Neruda, Eugenio Montale, Attilio Bertolucci ed ancora Andrea Zanzotto, Mario Luzi, Giorgio Caproni, Camillo Sbarbaro, Sibilla Aleramo, Antonio Veneziani (poesia); Cesare Cavalleri, Luigi Baldacci, Michele Giampietro, Luigi Silori (saggisti e critici letterari); Giuliana Lojodice e Walter Maestosi (attrice e attore suoi interpreti). 
(Giuseppe Ungaretti)
Riposa nel Cimitero del Verano a Roma, con i genitori Giacinto e Anna Cortesi.
Gran parte del materiale librario e fotografico, di cui alcune di esse sono presenti dediche autografe, di Elio Fiore è custodito presso la Biblioteca Nazionale di Napoli.

## Opere
- Dialoghi per non morire, Pubblicazione: Milano : Guido Le Noci, stampa 1964
- Maggio a Viboldone, Viboldone (Milano), Abbazia, 1985
- In purissimo azzurro, prefazione di Mario Luzi, Milano, Garzanti, 1986
- Nell'ampio e nell'altezza; introduzione di Emerico Giachery, Recanati, Tip. Simboli, 1987
- Notturni; prefazione di Cesare Cavalleri, Milano, Scheiwiller, 1987
- All'accendersi della prima stella: poesie di Natale; prefazione e note di Alessandro Zaccuri, Milano, All'insegna del pesce d'oro, 1988
- Sibilla Aleramo, Lettere a Elio; prefazione di Mario Luzi, Roma, Editori riuniti, 1989
- Dialoghi per non morire; con una testimonianza di Giuseppe Ungaretti e una postilla di Paolo Lagazzi, Milano, All'insegna del pesce d'oro, 1989
- Improvvisi; con una lettera di Rafael Alberti e una incisione su linoleum di Silvano Scheiwiller ; prefazione di Mary de Rachewiltz, Milano, All'insegna del pesce d'oro, 1990
- Miryam di Nazareth; prefazione del card. Carlo Maria Martini arcivescovo di Milano, Milano, Ares, 1992
- Pound, Ezra, Prologo di Natale; traduzione di Elio Fiore; prefazione di Massimo Bacigalupo, Milano, All'insegna del pesce d'oro, 1992
- Per Maria / nove epitalami per Elio e Maria di Attilio Bertolucci ... et al. ; e nove poesie di Elio Fiore, Milano, V. Scheiwiller, 1994
- Quel tempo di Maria Luisa Belleli, a cura di Elio Fiore, Floriana Purpo, Gianni Eugenio Viola, Roma, (s. n.), 1994
- Gli occhi dell'universo; prefazione di Valerio Volpini, Napoli, Clean, [1995]
- Il cappotto di Montale: poemetto, Milano, All'insegna del pesce d'oro, 1996
- Antologia poetica; con una nota introduttiva di Carlo Bo, Alpignano, Tallone, 1999

- I bambini hanno bisogno : memorie natalizie e canti per la vita che nasce; tavole di Giosetta Fioroni ; con una testimonianza di Rafael Alberti, Novara, Interlinea, c1999

- Veneziani, Antonio, Shalom, introduzione di Elio Fiore, Roma, Il Segnale, 1994

- Manna, Anna Le rosse pergamene : poesie d'amore (1972-2001), con nota introduttiva di Elio Fiore, Roma, Pagine, c2001
- Leopardi, Giacomo <1798-1837>, I nuovi credenti; nota di introduzione di Mario Luzi; a cura di Elio Fiore, Recanati, CNSL, stampa 2001
- Bertolucci, Attilio, Il divino egoista, con Doriano Fasoli; prefazione di Franco Cordelli e scritti di Enzo Siciliano, Alfonso Berardinelli, Elio Fiore, Roma, Edizioni associate, 2002